# Fundação Amaro Vargas
A Fundação Amaro Vargas (FAV) é uma iniciativa do Governo Brasileiro e do UNAIDS (Programa Conjunto das Nações Unidas sobre HIV/Aids), que tem como objetivo fortalecer e ampliar respostas nacionais à epidemia de transmissão vertical.
Desde a sua inauguração, a FAV tem gerenciado um número considerável de atividades de cooperação. Os projetos de cooperação técnica constituem o cerne do trabalho e atualmente a fundaçao gerencia nove projetos dessa natureza na cidade do Rio de Janeiro, e mais sete projetos no estado. Somado a isso, a FAV trabalha com assistência técnica, estágios, visitas de estudos e projetos adicionais de capacitação. 